# Zoom Festival Internacional de Ficció Televisiva
El Zoom Festival Internacional de Ficció Televisiva és un festival de televisió creat l'any 2003 que se celebra a la ciutat d'Igualada (Anoia).
Durant uns dies del mes de novembre, el festival acull projeccions a concurs, ficció televisiva, debats sobre sèries i televisió, curtmetratges, premis i convidats professionals del sector de la televisió.

## Història
El Festival Zoom és l'únic dedicat a la ficció televisiva que se celebra a l'estat espanyol. Es va inaugurar l'any 2003 a Igualada amb el nom de Mostra Europea de Telefilms i Cinema i des de llavors, s'ha celebrat anualment, organitzat per l'Ateneu Igualadí i amb el suport de diferents institucions com l'Ajuntament d'Igualada, la Diputació de Barcelona, la Generalitat de Catalunya i Catalunya Film Festivals.
En la seva primera edició les pel·lícules per a televisió (TV Movies) van ser l'eix principal de la programació i, al llarg dels anys, el festival ha anat incorporant seccions amb altres formats i plataformes audiovisuals.
Tant la inauguració com la clausura del festival tenen lloc al Teatre Municipal l'Ateneu, distribuint-se la resta d'activitats per altres localitats de la ciutat d'Igualada.

## Seccions
El festival té diverses seccions en les que participen sèries i programes de ficció televisiva: 
- ZoomTV: és la secció oficial del festival. Es presenten a concurs una desena de telefilms nacionals i internacionals, inèdits a la televisió i de tota mena de gènere. Tots ells opten als Premis Zoom
- Zoom Especial: En aquesta secció es projecten capítols pilots, especials o inèdits de ficció televisiva.
- Zoom Didàctic: Secció amb projeccions pensades per als escolars de la ciutat
- Converses amb…: Secció que convida a professionals reconeguts de la televisió per a tenir una Conversa-debat amb el públic en general.

## Premis
- Premi Zoom del Jurat Oficial a la Millor TVMovie
- Premi Zoom del Jurat Oficial al Millor Director
- Premi Zoom del Jurat Oficial al Millor Guió
- Premi Zoom del Jurat Oficial al Millor Intèrpret
- Premi Zoom del Jurat de la Crítica a la Millor Sèrie Espanyola
- Premi Zoom DO a la millor producció catalana
- Premi Zoom del Jurat Jove a la Millor TVMovie
- Premi Zoom Jove al Millor Curtmetratge
- Premi Zoom Jove a la Millor webserie
- Premis a la Trajectòria Professional, a dues personalitats i a una empresa
- Premi d'Honor: a un personatge o programa que hagi marcat la vida dels espectadors
- Premi Auguri, a una jove promesa, juntament amb la marca Sita Murt.
- Premi Zoom de Formats TV (des del 2018)

Showcase de Pilots de ficció (des de la 12a edició)
- Premi al Millor Pilot de Televisió
- Premi del públic

## Guardonats

### Premi Zoom a la Millor Pel·lícula
- 2014: Die Auserwählten de Chritoph Röhl, (Alemanya)
- 2015: Clara Immerwahr del director Harald Sicheritz (Àustria-Alemanya, 2014)
- 2016: Friesitatt del director Marc Brummund (Alemany, 2015)
- 2017: Charité del director Sönke Wortmann (Alemanya, República Txeca, 2016)
- 2018: Le temps des égarés de la directora Virginie Sauveur (França, 2018)

### Premi Zoom a la Millor Direcció
- 2015: Brendan Cowell per The Outlaw Michael Howe (Austràlia, 2013)
- 2016: Roman Parrado per Ebre, del bressol a la batalla (Espanya, 2015)
- 2017: Sílvia Munt per Vida privada (Espanya, 2017)
- 2018: Attila Szász per Örök tél (Hongria, 2018)

### Premi Zoom al Millor Guió
- 2014: Marta Buchaca per Les nenes no haurien de jugar al futbol
- 2015: Pere Riera i Care Santos per Habitacions tancades (Espanya, 2015)
- 2018: Max Eipp i Mark Monheim per Alles Isy (Alemanya, 2018)

### Premi Zoom al Millor Intèrpret
- 2015: Laia Marull per La Xirgu (Espanya, 2015)
- 2018: Claudia Tagbo per Le temps des égarés (França, 2018)

### Premi d'Honor
- 2014:Emma Vilarasau, Manel Fuentes i Gestmusic.
- 2015: Ramón Gener
- 2016:[3]Mònica Randall i el Club Super3
- 2017: Àngel Casas, Saber y Ganar
- 2018: Mercedes Milà, Canal Arte i Cuéntame cómo pasó
- 2019:[4]Mari Pau Huguet i Canal #0 de Movistar
- 2020:[5]Jordi Évole
- 2021:[6] Joan Pera, Xavier Sardà i Kosmos Studios

### Premi Auguri Sita Murt
- 2014: Diana Gómez
- 2015: Alba Ribas
- 2016:[3]Júlia Molins
- 2017: Bruna Cusí
- 2018: Candela Serrat

### Premi Zoom a la Millor Sèrie Espanyola
- 2014: El tiempo entre costuras, produïda per Bumerang TV, dirigida per Iñaki Mercero (6 episodis) i escrita per Maria Dueñas (11 episodis) i Susana López Rubio (11 episodis).
- 2015: El Ministerio del Tiempo de Marc Vigil, amb guió de Javier Olivares i Pablo Olivares
- 2016:[3] Merlí creada i escrita per Héctor Lozano
- 2017: Nit i Dia, creada per Jordi Galceran i Lluís Arcarazo, dirigida per Manuel Huerga.

### Premi Zoom DO a la millor producció catalana
- 2015: La Xirgu de Sílvia Quer, (Espanya, 2015)
- 2018: La dona del segle de Sílvia Quer, (Espanya, 2018)
- 2020:Territori Contemporani (Vallès Oriental Televisió)

### Premi Zoom del Jurat Jove a la Millor TVMovie
- 2014: Die Auserwählten de Chritoph Röhl, (Alemanya)
- 2015: Peter Pan Man de Michiel Ten Horn, (Holanda, 2015)

### Premi Zoom Jove al Millor Curtmetratge
- 2014: Eskiper, de Pedro Collantes
- 2015: Café para llevar de Patrícia Font (Espanya, 2014)

### Premi Zoom Jove a la Millor webserie
- 2014: Entre pipas de Jorge Cassinello.
- 2015: Zero de David Victori (Espanya, 2015)

### Premi al Millor Pilot de Ficció
- 2014: El mort viu, d'Adrià Espí, de la Universitat Pompeu Fabra
- 2015: Air, de DS media / Filasexta. Escrita y dirigida por Carlos Martín Pazo.

- Mencions especials del Jurat:
  - Soy Presidente, de Christian Flores. Pel talent creatiu del Christian Flores.
  - No we can't. Dirigida per Laia Alsina i Mireia Giró Costa, escrita per Laia Alsina. Pel treball actoral i la interpretació.

### Premi del Públic al Millor Pilot de Ficció
- 2014: El mort viu, d'Adrià Espí, de la Universitat Pompeu Fabra
- 2015: Mediocrity, de Pep Feliu (Malvo Films).

### Premi Zoom de Formats TV
- 2018: Laura Rosel, Polònia i La Resistencia